# Catherine Jane Wood
Catherine Jane Wood (Londra, 28 giugno 1841 – Hartfield, 14 giugno 1930) è stata un'infermiera britannica.

## Biografia
Catherine Jane Wood nasce a Londra il 28 giugno 1841.
Sin da giovane, si avvicinò al mondo del volontariato iniziando a frequentare il Great Ormond Street Hospital (GOSH) come visitatrice. Nella primavera del 1864 fu nominata sovrintendente di reparto presso la stessa struttura.
Nel 1868, con l'aiuto di un'altra infermiera, Spencer Percival, aprì l'Hospital for Hip Joint Disease, successivamente denominato l'Alexandra Hospital for Children with Hip Disease. Le due avevano l'intenzione di costruire un nuovo ospedale specializzato nel trattamento dei bambini affetti da malattie delle articolazioni, che richiedevano un ricovero più lungo di quello che il GOSH poteva permettersi di concedere loro. Il nuovo ospedale sorse in Queen Square e aveva solamente dieci posti letto.
Successivamente il dottor Charles West la nominò sovrintendente a Cromwell House, una succursale del GOSH aperta a Highgate. Più volte la stessa Catherine Wood sottolineò come acquisì le sue basi dell'assistenza infermieristica ai bambini sotto la guida del dottor Charles West, fondatore dell'ospedale ed esperto di pediatria. La relazione lavorativa tra i due era caratterizzata da una forte ammirazione dell'una nei confronti dell'altro e questo spinse la donna ad accettare l'incarico. Alla morte di West, avvenuta nel 1898, Catherine Wood volle contribuire alla stesura del necrologio ufficiale pubblicato dal British Medical Journal, aggiungendo una sua personale testimonianza: "Avendo avuto il privilegio di lavorare con il Dr. West e di essere stata formata sotto la sua guida, posso parlare dalla mia esperienza, della sincera devozione che ha messo nell'arte della cura e l'entusiasmo con cui ha ispirato tutti coloro impegnati nel lavoro". Nel 1876 Catherine Wood divenne Lady Sovrintendente della Cromwell House.
Nel 1878, in seguito alle dimissioni della sovrintendente, Catherine Wood fu richiamata al GOSH per ricoprire la carica di Lady Sovrintendente, carica che mantenne per circa 10 anni, dopo i quali, a seguito della morte del fratello per tifo, decise di dimettersi, per aiutare la cognata vedova nella crescita dei suoi undici figli.
Negli ultimi anni di carriera, Catherine Jane Wood ha fornito una descrizione della formazione infermieristica al GOSH, caratterizzata da modalità di apprendimento essenzialmente informale e incentrata sull'esperienza quotidiana e sulla comunicazione tra medici e infermieri; ella infatti afferma che: "In quei primi tempi non c'era la formazione per gli infermieri, si imparava solo quello che i medici ti insegnavano". In virtù del suo interesse in questo campo, vari storici hanno considerato Catherine l'ideatrice della teoria secondo la quale le infermiere che si occupavano di bambini necessitassero di una formazione speciale. Tuttavia, lei ha sempre dichiarato apertamente che la sua fonte d'ispirazione maggiore fosse il dottor Charles West, ella ha infatti affermato, riferendosi a quest'ultimo: "Finalmente i bambini avevano un ospedale tutto per loro. Onore a chi l'ha fatto. I bambini stanno tessendo una corona per lui. Quell'uomo ha costruito il suo monumento durante la sua vita e a lui è dato di vedere migliaia di persone che si accalcano e seguendo le sue orme anche quando è ancora vivo".
In seguito alle sue dimissioni, il 25 aprile 1888 alle Willis's Rooms, fu celebrato il trentaseiesimo anniversario dell'Hospital for Sick Children e tra i vari discorsi della serata, un particolare discorso venne tenuto dallo scrittore Oscar Wilde, il quale sottolineò l'importanza del ruolo delle infermiere ben preparate, in particolare di Miss Catherine Wood, elogiandone il lavoro svolto come sovrintendente. Egli scrisse: 
(Oscar Wilde)
Nell'autunno dello stesso anno, Catherine Jane Wood ricevette un regalo speciale da parte del Comitato di Gestione, indirizzato "All'infermiera che ha lavorato per quasi 25 anni al servizio del GOSH senza alcun compenso"; regalo che consisteva in un borsellino contenente cento ghinee, un orologio da viaggio, e un rullino miniato con i nomi degli iscritti al meritato testimonial.
Morì a Hartfield il 14 giugno del 1930.

## A Handbook of Nursing for the Home and the Hospital

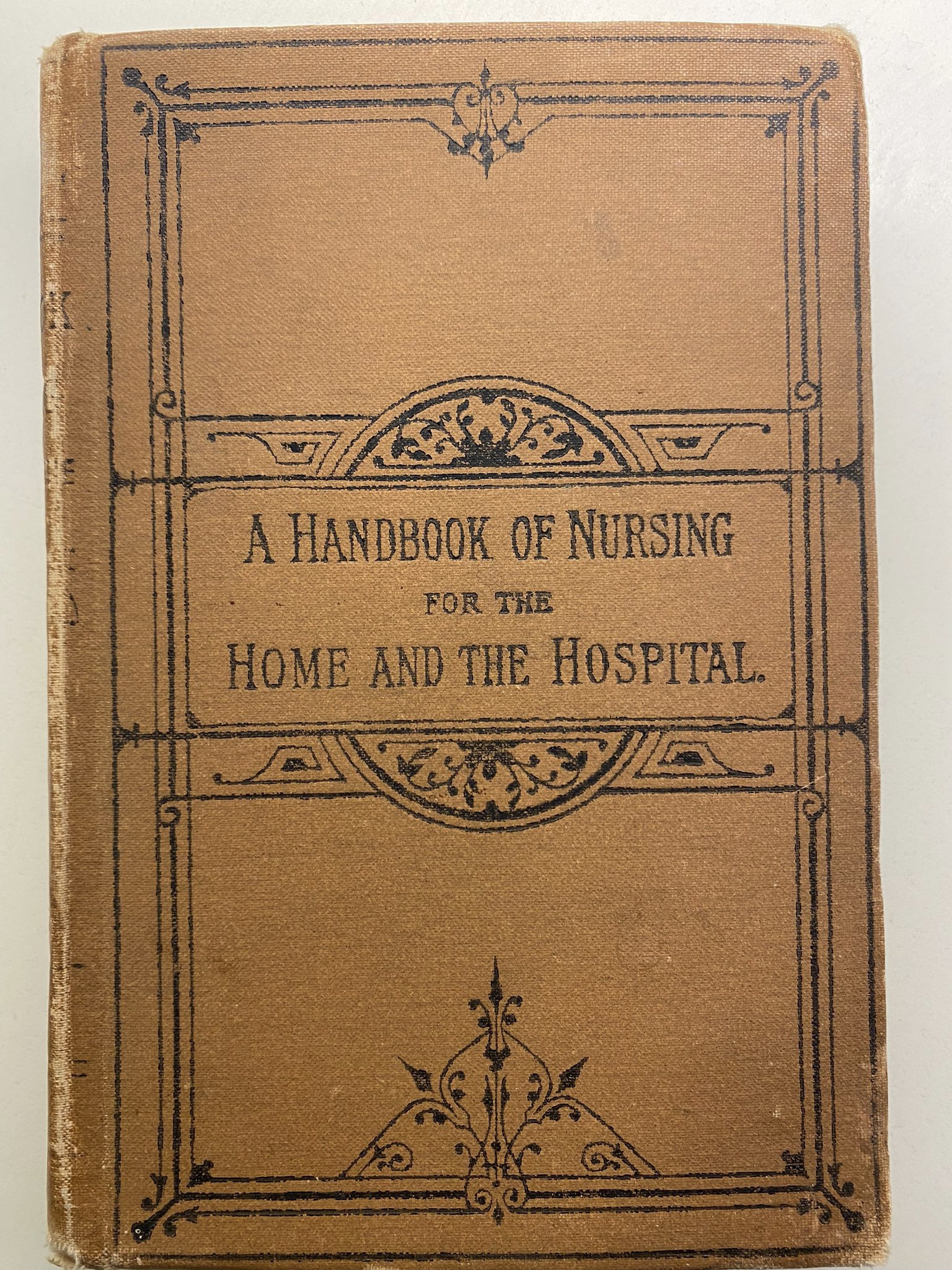
Copertina di A Handbook of Nursing, for the Home and the Hospital, Cassell & Co., 1878

“A handbook of Nursing for the Home and the Hospital” è uno dei principali scritti di Catherine Jane Wood. Sin dalle prime pagine del libro si evince come ella si comportò appena assunta. Durante il primo periodo da Sovraintendente, uno dei primi compiti a cui si dedicò,in primis,Wood fu quello di pareggiare i conti dell’ospedale. Tuttavia ciò per cui si batté maggiormente e per cui è ricordata, fu la necessità di formare le infermiere. Fortemente convinta del ruolo da lei ricoperto, Wood riteneva che le tutte le infermiere andassero istruite per adempiere a questo lavoro.
Il messaggio che l'autrice volle trasmettere fu quello di non soffermarsi sul lato economico del mestiere ma cercare di comprenderne il valore morale e religioso. Consapevole del fatto che alcuni scrittori avevano già esplorato questo territorio in precedenza, Catherine Jane Wood evidenziò in particolare i pericoli e le tentazioni che caratterizzano il percorso di un'infermeria associati ai problemi causati dal mancato interesse da parte dello Stato.
Contrariamente alle teorie che inizialmente vennero sostenute dall'opinione pubblica secondo le quali la carità nell'ambito medico consisteva nell'appropriazione indebita di grandi somme di denaro che non servivano realmente a curare il paziente malato, ella voleva attuare una vera e propria "riforma ospedaliera", che consisteva nel ricostruire lo staff infermieristico dei grandi ospedali, partendo dal miglioramento del loro status e dall'innalzamento del livello educativo offerto. Catherine Jane Wood sperava che prima o poi le persone si rendessero conto che in realtà lo staff ospedaliero costituiva l'unica speranza per coloro che non potevano permettersi cure mediche costose e che non potevano neanche affidarsi alle opere caritatevoli che, durante quel periodo, di caritatevole avevano soltanto il nome.

## Opere principali
Le sue opere più famose sono:
- A Handbook of Nursing, for the Home and the Hospital, Cassell & Co., 1878;
- International Health Exhibition, Londra, 1884
- Food and Cookery for Infants and Invalids, William Clowes & Sons, Londra, 1884;
- Private Nursing in The Nursing Record, 12 aprile 1888, pp. 14-16;
- The Training of Nurses for Sick Children in The Nursing Record, 6 dicembre 1888, pp. 507-10;
- A Handbook for Nursing of Sick Children, Cassell & Co., 1889;
- The Wants of the Nursing Profession in The Nursing Times, 29 giugno 1918, pp. 689-690.